# 拉尔什
拉尔什（法語：Larche，法語發音：[laʁʃ]）是法国科雷兹省的一个市镇，位于该省西南部，属于布里夫拉盖亚尔德区。

## 地理
拉尔什（45°7'14"N, 1°24'56"E）面积5.74 平方千米，位于法国新阿基坦大区科雷兹省，该省份为法国中南部省份，北起上维埃纳省和克勒兹省，西接多爾多涅省，南至洛特省，东临多姆山省和康塔爾省。
与拉尔什接壤的市镇（或旧市镇、城区）包括：圣庞塔莱翁-德拉尔什、库兹河畔利萨克、圣塞尔南德拉尔什、莱科托佩里古尔丹、拉弗亚德。

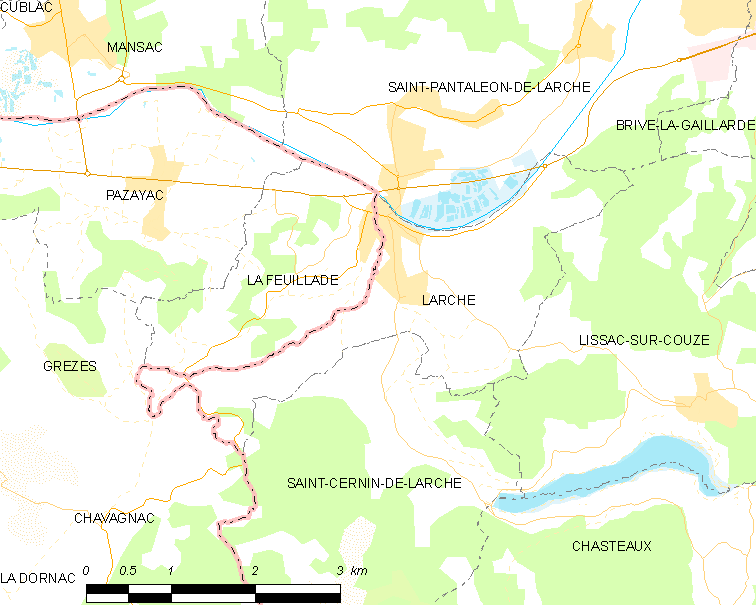
拉尔什的OSM定位图

拉尔什的时区为UTC+01:00、UTC+02:00（夏令时）。

## 行政
拉尔什的邮政编码为19600，INSEE市镇编码为19107。

## 政治
拉尔什所属的省级选区为圣庞塔莱翁-德拉尔什县。

## 人口

1962-2008年间拉尔什人口变化图示

拉尔什于2022年1月1日时的人口数量为1654人。